# 琉球豇豆
琉球豇豆（学名：Vigna riukiuensis）为豆科豇豆屬下的一个种。分布于台湾。茎缠绕，被反卷硬糙毛。

## 扩展阅读
- 維基物種上的相關：琉球豇豆